# Daihōon-ji
Le Daihōon-ji (大報恩寺 ()) est un temple bouddhiste situé dans l'arrondissement Kamigyō-ku, à Kyoto, au Japon.  Il est affilié au bouddhisme Shingon-shū Chizan-ha.  Son batiment principal (本堂 (hondō)), appelé Senbon Shakadō (千本釈迦堂), est un trésor national du Japon.

## Histoire
Le Daihōon-ji a été fondé par Guhou Shōnin (法 上人), également connu sous le nom de Gikuu (義 空) en 1221, au début de la période de Kamakura.  Le hall principal a été construit vers 1277 et a heureusement échappé aux destructions causées par la Guerre d'Ōnin.  Le hondō est le plus ancien bâtiment en bois existant de la ville de Kyoto.

## Galerie

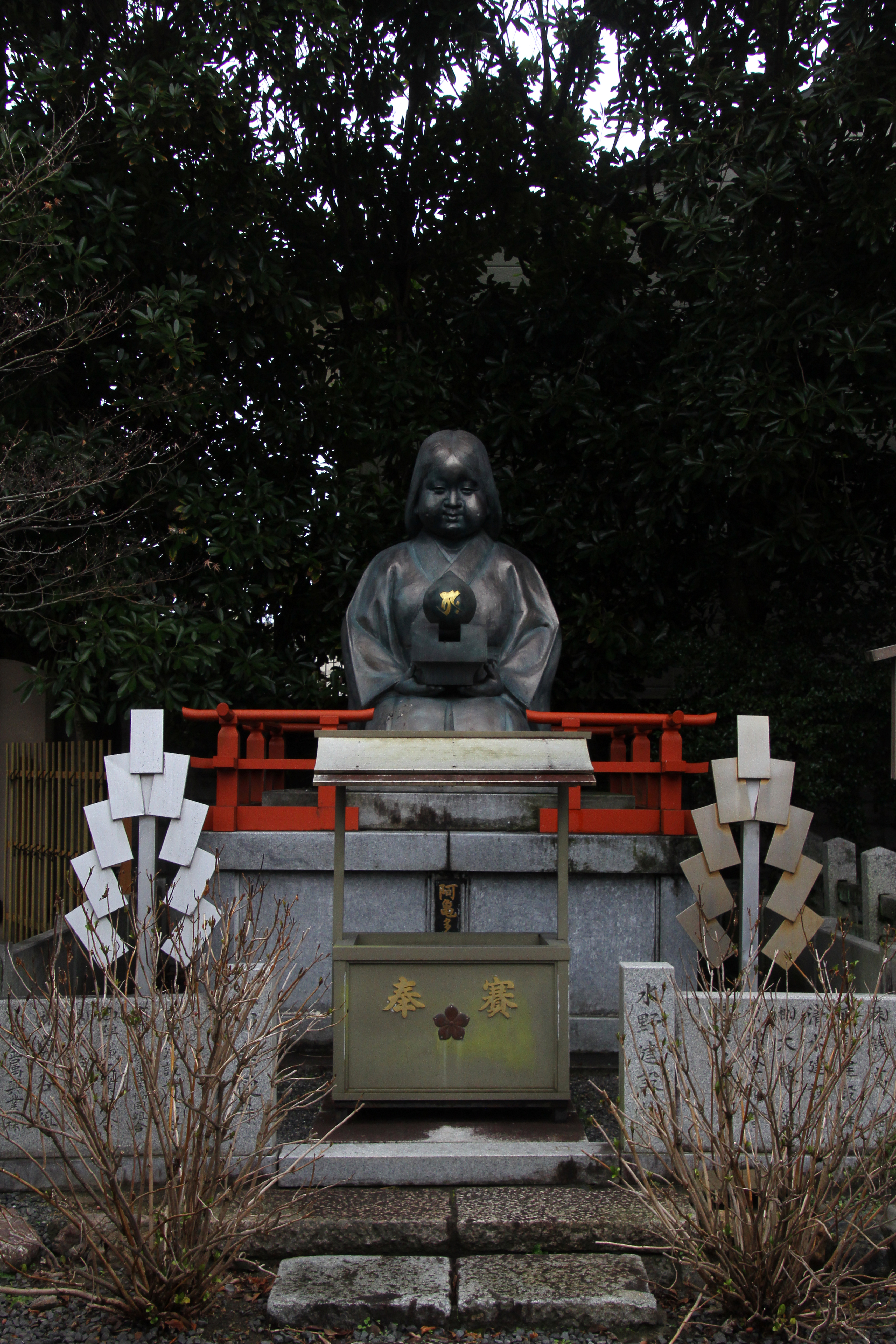
Okame.
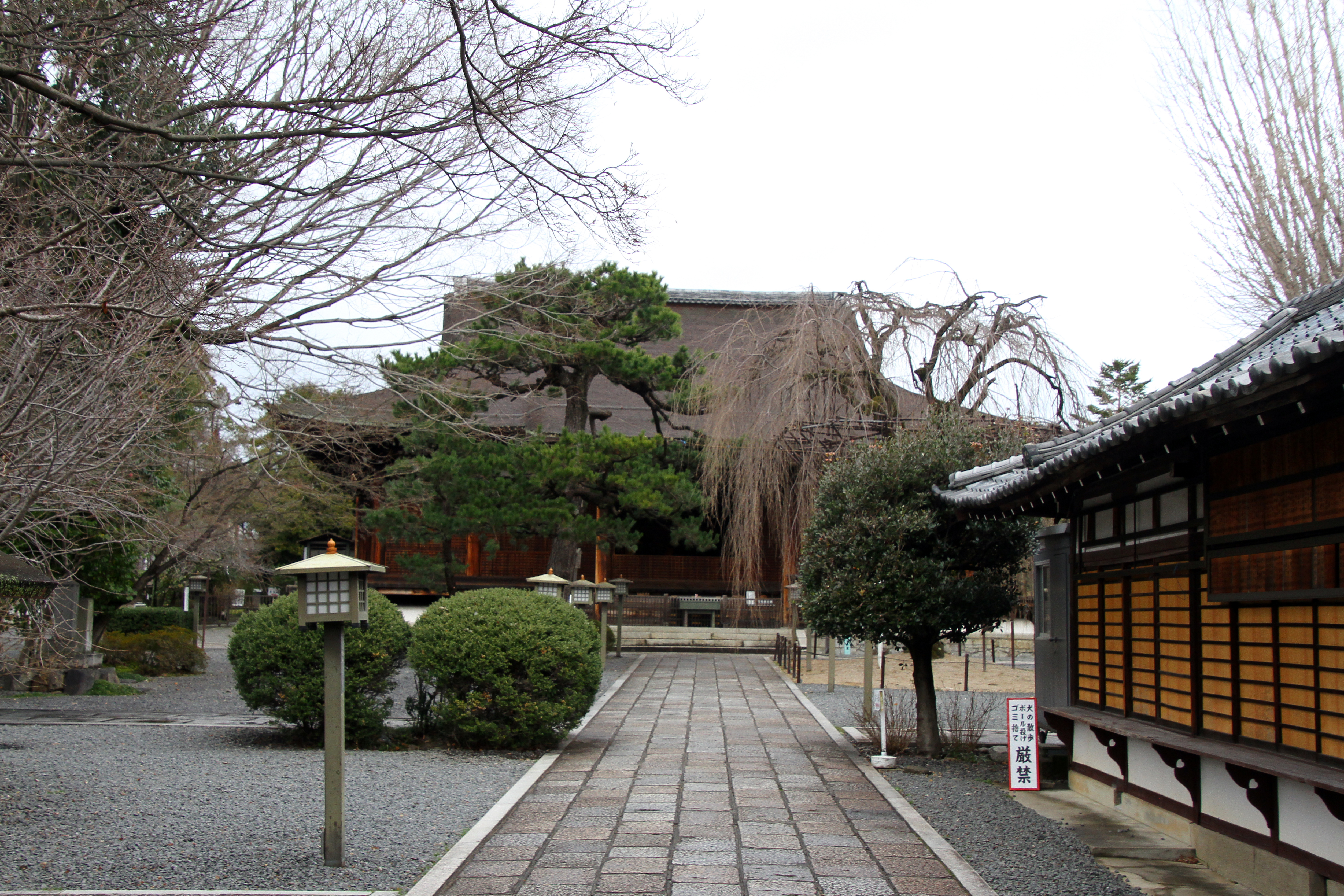
Sando, chemin menant au sanctuaire.
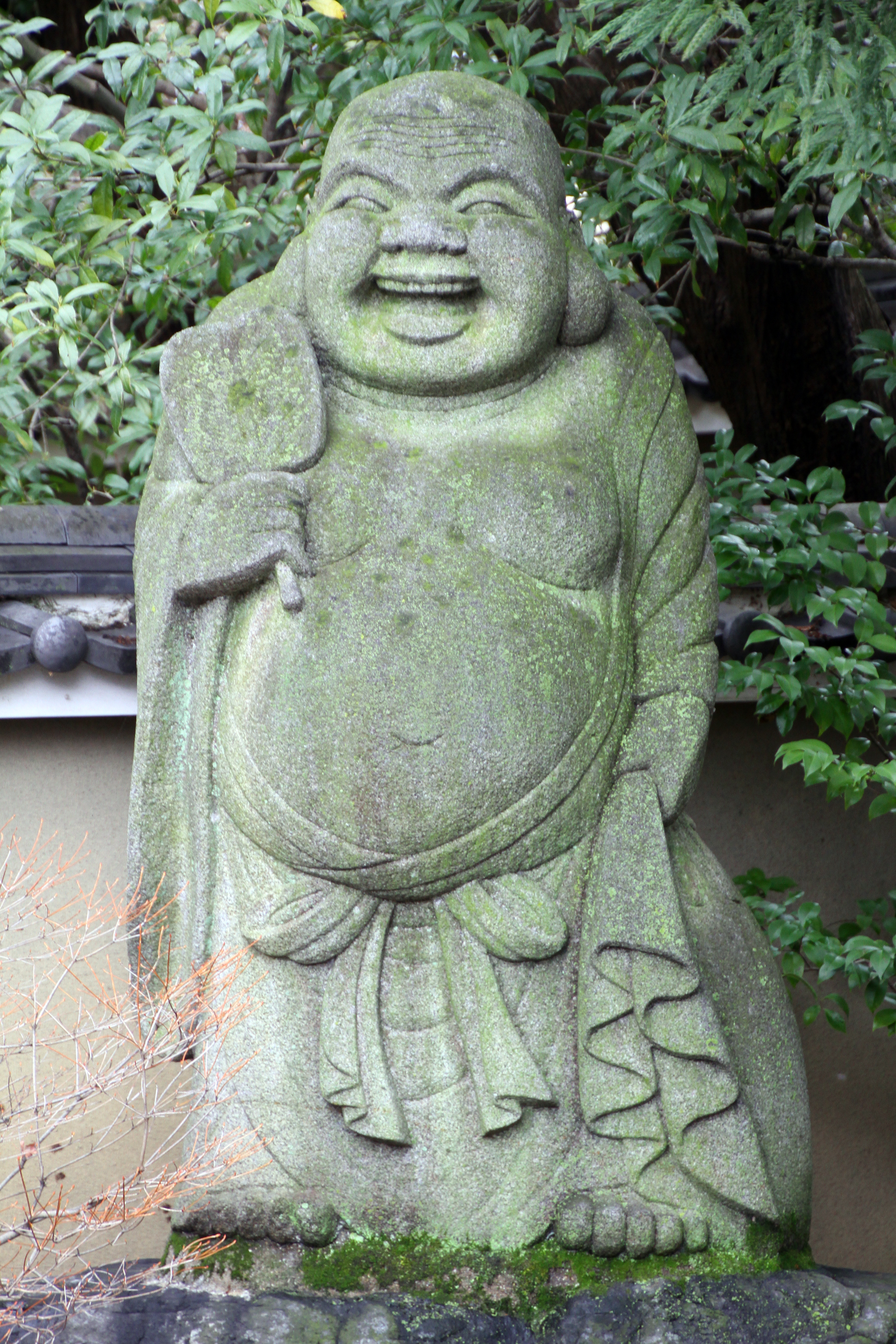
Ebisu.

## Voir également
- Liste des Trésors nationaux du Japon (temples)